# Una herència enrevessada
Una herència enrevessada o Una herència complicada (títol original en anglès, Ride the Eagle) és una pel·lícula de comèdia nord-americana del 2021 dirigida per Trent O'Donnell, que va coescriure el guió amb Jake Johnson. És protagonitzada per Johnson, Susan Sarandon, J. K. Simmons i D'Arcy Carden. Produït per The Walcott Company, va ser estrenada per Decal a teatres i mitjançant vídeo sota demanda el 30 de juliol de 2021. Ha estat doblada i subtitulada al català central amb el títol d'Una herència enrevessada; també s'ha doblat al valencià per a À Punt amb el nom d'Una herència enrevessada.

## Producció
Una herència enrevessada es va anunciar el 18 de maig de 2021, quan Decal va adquirir els drets de distribució del projecte i li va donar una data de llançament per al 30 de juliol de 2021. En un comunicat, el coguionista Jake Johnson va dir que quan el rodatge va tenir lloc durant la pandèmia de la COVID-19, "Trent O'Donnell i jo volíem fer una pel·lícula sobre la gent que s'ajuntava". La banda sonora de la pel·lícula va ser compost per Jeff Cardoni. Al Regne Unit, la pel·lícula va ser estrenada per Lightbulb Film Distribution el novembre de 2021.